# Шумков, Александр Демьянович
Александр Демьянович Шумков (род. 7 января 1949) — советский пловец в ластах, советский и российский тренер. Заслуженный тренер РСФСР (1985), заслуженный тренер СССР (1990).

## Биография
Родился 7 января 1949 года в с. Бай-Хаак Тувинской АО.
Выпускник радиофизического факультета ТГУ по специальности «радиофизика и электроника» (1971). Тренировался в клубе «СКАТ» при Томском университете.
С 1969 по 1975 гг. выступал за сборную команду СССР, с 1972 по 1974 гг. был капитаном сборной команды СССР. 7-кратный рекордсмен мира. 4-кратный чемпион Европы 1971, 1972, 1974 гг. Чемпион СССР 1971, 1972, 1973 гг. Победитель Всемирных игр ветеранов 1988 г.
Участник экспедиций на озеро Байкал (1973) и в Японское море (1975, 1979).
С 1976 года - на тренерской работе. Подготовил чемпионов мира: Кочеткова А. Д., Пушкарёву Н. Г., Вахрушеву Л. Г., Дроздова О. В., Дячкину Н. А., Кийко О. Г..
Работал тренером в Китае в 1993 г.
Доцент ТГУ. Разработчик современного спортивного снаряжения, имеет авторские свидетельства на изобретение спортивного снаряжения.
За личную деятельность по развитию подводного спорта в стране и в Томске неоднократно поощрялся высшими наградами ЦК ДОСААФ СССР, благодарственными грамотами глав администраций Томской области и Томска, Конфедерации подводной деятельности России.
- 1998 — лауреат областного конкурса в сфере образования и науки
- 2008, 2009 — стипендия Губернатора Томской области
- 2009 — стипендия благотворительного фонда "Спортивных программ «Новое поколение»
- 2010 — благодарность Министра спорта, туризма, молодёжной политики Российской Федерации
- 2010 — медаль ордена «За заслуги перед Отечеством» II степени[1]
- 2010 — победитель областного конкурса «Человек года»